# 耕耘機

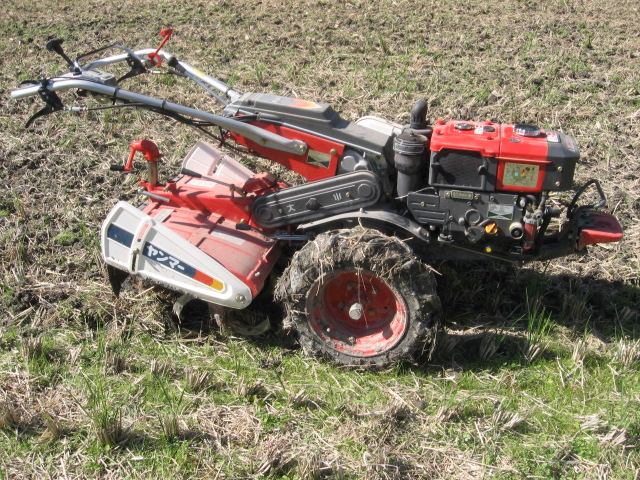
小型ディーゼル耕耘機（ヤンマー）

耕耘機（こううんき）とは、田や畑の耕耘を目的とした農業機械の1つである。トレーラを連結して運搬用に使用したため耕運機とも表記され、日本新聞協会用語懇談会が定めた代用表記となっている。耕うん機という表記も一般的である。日本では当初、米国メリー・ティラー（Merry Tiller、"tiller"は英語で「耕耘機」を意味する）社と技術提携した「メリーテーラー」が広く普及したため、テーラーとも呼称される。また、圃場で様々な作業を行うために、各種作業機の連結を前提としたものは管理機（かんりき）と呼ばれる。

## 概要
一般的には、エンジンを載せたフレームに耕耘のための回転装置を連結し、人が後部からついて歩く形態の機械である。同じく内燃機関（エンジン）を動力とし、比較的大型で汎用的な目的で使われるトラクターと違い、耕耘機は専ら耕耘するための専用機であり、より車体が小さく、車重も軽くできている。
日本において普及が進んだのは第二次世界大戦後のことで、普及に伴い牛や馬に犂を引かせて田畑を耕す古来の方法は廃れてしまった。エンジンや耕耘装置の構造の改良によって、当初よりは相当小型で高性能を有するようになっている。
しかし、1960年代以降、作業能率の優れたトラクターが本格的に導入されるようになり、耕耘作業の中心はトラクターへと移行し、耕運機は小区画の耕地や家庭菜園、あるいは中山間地の耕地で良く利用される。
なお、その構造上の特徴から、歩行型トラクターという名称で呼ばれることもあるが、本来のトラクターとは全く別の種類の農業機械に位置付けされる。

## 耕耘機の歴史

### 耕耘機の発明
耕耘機を発明したのはオーストラリアのアーサー・クリフォード・ハワード(Arthur Clifford Howard)といわれている。ハワードはニューサウスウェールズ州の父親の農場で蒸気トラクターを動力とした動力耕耘機の研究を行う中で、L字型の金具の回転により通常の犂と同様な土壌の耕起が可能であることを発見した。
1920年にハワードは内燃機関を内蔵した耕耘機の特許を取得し、1922年、シドニー郊外のノースミード(Northmead)にオーストラリア自動耕耘機製造会社(Austral Auto Cultivators Pty Ltd)を立ち上げる。この会社は後の1927年にハワード自動耕耘機会社(Howard Auto Cultivators)と名前を変えるが、世界的な需要に対しオーストラリアが地理的に不利であったことから、ハワードは1938年、イギリス・エセックス州イーストホーンドン(East Horndon)に新会社・ロータリーホー社(Rotary Hoes Ltd.)を設立した。この会社は世界中に支店を設立し、後にハワードロータベーター社(Howard Rotavator Co. Ltd.)としてグループ統括を行うこととなった。
なお、ハワードグループは1985年、デンマークのスリッジ・アグログループ(Thrige Agro Group)に買収され、2000年には同じデンマークのコンスキルドグループ(Kongskilde Industries)の一員となっている。

### 耕耘機の日本における普及経緯

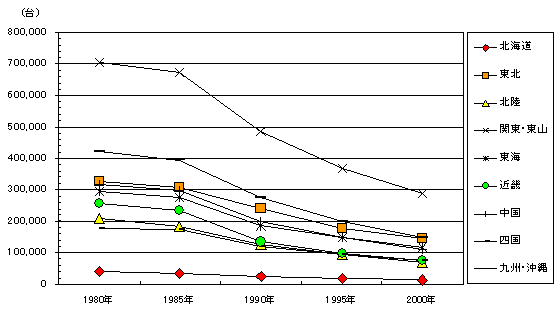
日本国内における耕耘機台数の推移

耕耘機が日本で登場し普及していった経緯に関しては、次のように捉えられている。
1920年頃から導入され始めた耕耘機は、アメリカのビーマン、ユーチリータ、キンケード、スイスのシマー等の機種が当初多くを占め、現ヤンマーグループのセイレイ工業による国産初の耕耘機（1931年）もシマーをもとに設計されたといわれる。しかし、耕耘機の普及が本格化するのは戦後、アメリカのメリー・ティラー（Merry Tiller）が導入されてからである。
1950年頃導入されたメリー・ティラーは、畜力用和犂をトラクター用に改良した双用和犂をアタッチメント（付属作業機）として耕耘作業用として、また簡易トレーラーをセットし運搬作業用としても爆発的な普及を見た。こうした作業機は1955年には約8万台の普及でしかなかったが、1967年には300万台以上普及し、日本の農業機械化の歴史のなかで最も急激な増加率を示した。これらの動力源は、低速の石油発動機から次第に中高速の石油発動機、ガソリンエンジン、ディーゼルエンジンに代わっていった。
水田耕作用の安価な耕耘機は、主に中華人民共和国や台湾、タイ、インドなどで製造され、世界への輸出も積極的に行われている。一方、日本国内のメーカーは生産の主力をトラクターに移し、耕耘機よりもトラクターの輸出に力を入れている。
一方で、各農機製造企業より非常にコンパクトな耕耘機（前述のとおり、この種のカテゴリーは管理機と呼ばれるケース）が発売されるようになった。こうした一連の耕耘機は、主に農業を趣味として楽しもうとする新たな購買層の掘り起こしを狙った感が強い。趣味の農業という意味で「ホビーファーム」と呼び区別しているメーカーもあり、能力不足が原因で本格的な耕耘作業には不向きなことが多いので、耕耘作業には、その用途に見合った仕様を選択することが大切である。

## 基本的な仕組み

### 一般的な構造

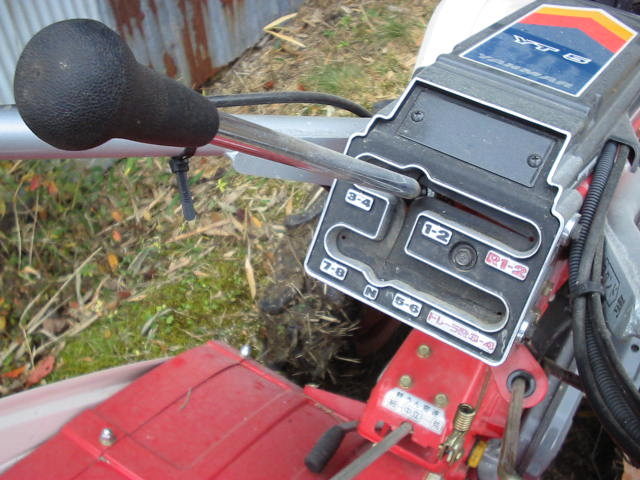
変速機操作部

耕耘機本体の牽引部は、二輪駆動で移動するようになっており、後部に補助車輪と呼ばれる小さな車輪を備える。変速機構を備えており、耕耘作業だけでなく荷物の運搬といったトレーラー作業にも対応可能である。
複数のなた状の爪が高速で回転する耕耘装置がヒッチ（連結部）で連結されており、これで田畑の表土を耕す。耕耘の深さは、後輪の高さを上下させることで調節する。十分な深さの耕耘を確保するため、本格的な耕耘機では軽い機体でも耕耘部を含めると200kg前後の重量があり、軽トラックの最大積載量350kg以下に収まるのが標準的な機体重量となっている。高出力のエンジンを搭載する大型耕耘機では、400kg近くの重量を有するものさえ存在する。なお機体が軽いと、耕耘部が浮き上がってしまい、深く耕すことが出来ない。
耕耘機には、内燃機関であるディーゼルエンジンまたはガソリンエンジンが搭載される。日本において初期にはケロシン（灯油）を燃料とした石油発動機が用いられた。ディーゼルエンジンは構造的に丈夫で耐久性があるがエンジン単体の重量がガソリンエンジンやケロシンエンジンに比較してかなり重いものの、エンジンの回転が低回転域でも高トルクが得られるため耕耘作業に向いており、農機メーカーの研究開発によって小型・軽量化が達成されたため、ガソリンエンジンよりも好んで用いられる傾向がある。また昭和期など古くはトップ画像のようなクランク始動式が多くみられた。
変わったところでは、小規模な家庭菜園向けに、家庭用の卓上コンロなどに使用される、カセットガスボンベ（液化ブタン）から燃料を供給する機種が、三菱マヒンドラ農機および、ホンダパワープロダクツジャパンから販売されている。ディーゼルやガソリンエンジンに比べ、メンテナンスの容易さ（長期保管でも燃料が変質しないなど）や、軽量コンパクトさを売り物にしている。但し、液化ガスを燃料としているため、低温（5℃以下）ではエンジンが始動しないので、寒冷地域では注意を要する。さらには電動式も存在し、電動式はコードで受電するものと蓄電池で動くものとがある。ただし天候が不安定な場合や、電線の長さによって移動できる範囲が限定されるため、用途をよく見極める必要がある。

### 耕耘部の構造

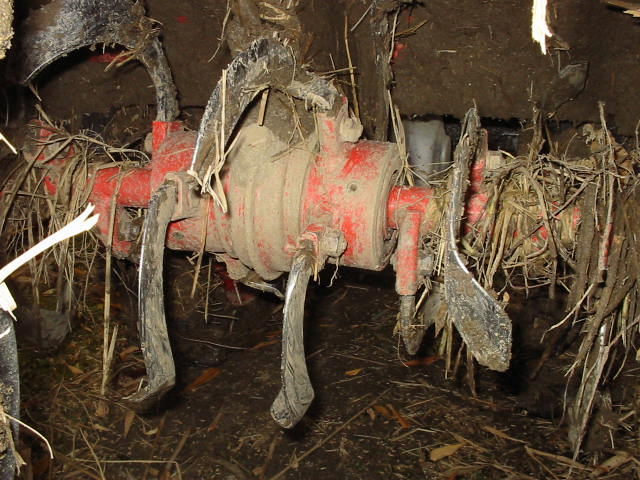
耕耘部

耕耘部の回転部分は、泥の飛び跳ねあるいは運転者の巻き込み事故を防ぐ目的から、金属や樹脂製のカバーで覆われている。
耕耘部の構造としては、次の種類がある。
- センタードライブ方式
- サイドドライブ方式

さらに、耕耘刃の回転方向による区別から次の仕様にわかれる。
- ストレート仕様
- クロス仕様

### 連結部（ヒッチ）

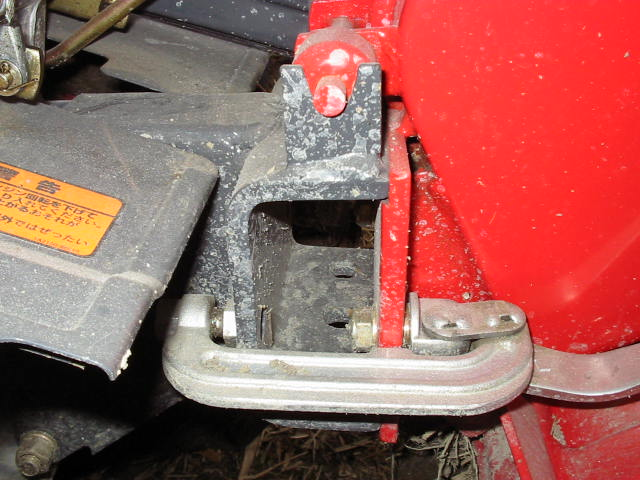
連結部（ヒッチ）

耕耘機の連結部は、トラクターで広く採用されている三点ヒッチとは異なって、メーカー独自の規格を採用していることが多い。右図はその一例である。
メーカーよりアタッチメントが供給されている場合には、簡易トレーラー（荷台前部に簡単な座席の付いたリアカーのようなもの）をセットし、運搬作業用として利用することも可能となる。スピードが遅い（最高15 km/h）こともあって、日本では軽トラックに運搬用の役目を譲り、2000年現在あまり見かけることがなくなったが、中国やタイなど東南アジア諸国では活躍している。牽引作業を可能とするために、耕耘機の変速機構には副変速機（高速走行用ギヤ）が装備される。

### バランス・ウエイト

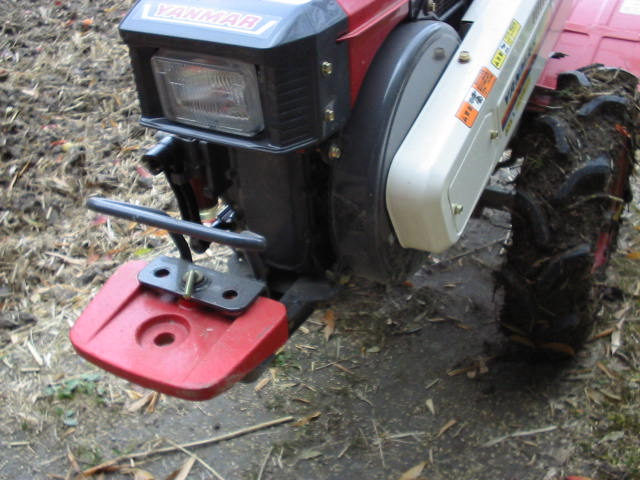
フロント・ウエイト

機体の重心位置を変更し、バランスを取るために、耕耘機の前部にはバランス・ウエイトが装着可能な仕様となっていることが多い。耕耘部の重量は、機種によっては40 - 50 kg以上に及ぶことがある。そのため、耕耘部が必要以上に沈み込むことを抑え、耕耘作業が円滑に行えるようにするために耕耘機の前部に重し（ウエイト）を装着する場合がある。バランス・ウエイトは、耕耘機の操縦安定性に極めて重要な要素を占める。

### タイヤシャフト部

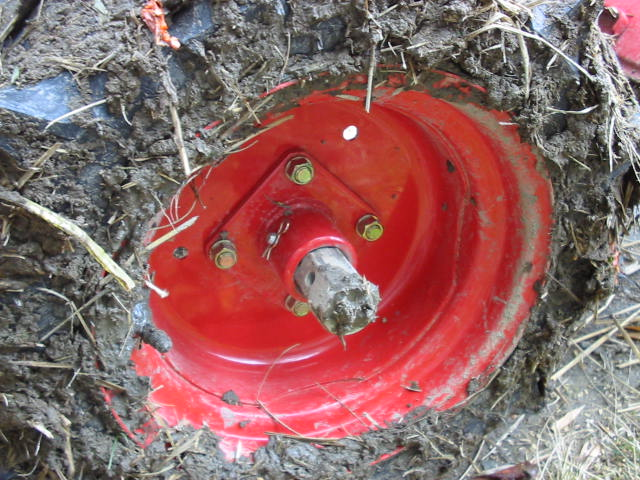
タイヤ部分

原動機によって直接駆動する2つの車輪は、シャフトに接続される。シャフトとタイヤは、フランジ（あるいはハブ）と呼ばれる部品を介して、それぞれの六角または丸状の切れ込みに合わせることで連結されている。車輪がずれないようにするため、割りピンを装着している。
シャフトの寸法（直径）は、メーカーごとにその規格が統一されていることが多い。標準仕様はゴム製のラグタイヤであるが、水田稲作における代掻作業ではこれを鉄車輪（鉄車）に交換することで対応する。

### PTO外部シャフト
メーカー仕様によっては、PTO（パワーテイクオフ）シャフトを付属し、脱穀機や籾すり機など他の農業機械用の動力を容易に取り出し可能としているものもある。

## 耕耘機を用いる作業
耕耘機を活用すれば、耕耘作業以外にも様々な農作業を行うことが可能である。耕耘機には、オプションで多くのアタッチメントが用意されているのが通例である。
- 耕耘作業 ‥ 耕耘機本来の機能。
- 代掻作業 ‥ 水田稲作における代掻作業
- 管理作業 ‥ 畦立て・中耕作業・除草作業など、畑の様々な管理作業

## 取扱い時の注意点
農業作業において、耕耘機（もちろん管理機も）による事故は、トラクターに次いで発生件数が多い。したがって、安全に作業を行うためにはその取扱いに十分注意を払う必要がある。
耕耘機での作業は前進で行うこと。後退（バック）操作をすると、耕耘部が容易に浮き上がり、負傷事故に遭うので絶対しないこと。